# Poligny (Jura)
Poligny – miejscowość i gmina we Francji, w regionie Burgundia-Franche-Comté, w departamencie Jura.
Według danych na rok 1990 gminę zamieszkiwały 4714 osoby, a gęstość zaludnienia wynosiła 94 osoby/km² (wśród 1786 gmin Franche-Comté Poligny plasuje się na 26. miejscu pod względem liczby ludności, natomiast pod względem powierzchni na miejscu 7.).

## Współpraca
- Schopfheim, Niemcy
- Klatovy, Czechy
- Arouca, Portugalia